# Książę sezonu
Książę sezonu – polska komedia telewizyjna z 1970 roku na podstawie noweli Adolfa Rudnickiego.

## Obsada aktorska
- Barbara Krafftówna – Stefa, właścicielka pensjonatu "Paradis"
- Halina Kossobudzka – Lala, właścicielka pensjonatu "Paradis"
- Beata Tyszkiewicz – Zuzanna
- Czesław Wołłejko – Stefan Pulman
- Zdzisław Wardejn – ratownik Staszek "Misio"
- Jolanta Lothe – Jadwiga, "kuzynka" dyrektora
- Bogusław Rybczyński – dyrektor
- Piotr Fronczewski – listonosz Wicek
- Jacek Nieżychowski – opiekun przystani
- Hanna Orsztynowicz – dziewczyna z uzdrowiska
- Zbigniew Lesień – zawiadowca stacji
- Zofia Perczyńska
- Henryk Rostworowski – piosenkarz w lokalu
- Danuta Szumowicz – żona dyrektora